# Mount Everest Committee
Le Mount Everest Committee est un groupe créé par l'Alpine Club et la Royal Geographical Society pour coordonner et financer l'expédition britannique de 1921 visant à explorer l'Everest. Il encadrera toutes les expéditions britanniques pour faire l'ascension du sommet jusqu'en 1947, date à laquelle il a été rebaptisé Joint Himalayan Committee. Il a ensuite financé la première ascension victorieuse de l'Everest en 1953.